# Edith Beckmann
Edith Beckmann (* 24. Juli 1928 in Opava (deutsch Troppau), Mähren, Tschechoslowakei; 1938–1945 Landkreis Troppau, Reichsgau Sudetenland) ist eine deutsche Schmuckgestalterin und Collagistin.

## Leben und Werk
Edith Beckmann kam mit ihrer Familie 1945 als Vertriebene in die Sowjetische Besatzungszone. Danach absolvierte sie von 1945 bis 1948 in Halle/Saale eine Lehre als Emailleurin und Korpusgürtlerin. Von 1949 bis 1952 studierte sie bei Karl Müller Metallgestaltung am Institut für künstlerische Werkgestaltung Burg Giebichenstein in Halle (Saale) bzw. dessen Vorgänger. Ab 1964 war sie freischaffend als Schmuckgestalterin in Freiberg und ab 1970 in Weißwasser tätig. Seit 1995 lebt und arbeitet sie in Plate.
Edith Beckmann war von 1969 bis 1990 Mitglied des Verbands Bildender Künstler der DDR. Ihre Arbeiten wurden in der DDR auch vom Staatlichen Kunsthandel vertrieben.
Seit 1991 schafft sie überwiegend Collagen aus Papier und Bleifolie.
Edith Beckmann hatte im In- und Ausland eine bedeutende Zahl von Einzelausstellungen und Ausstellungsbeteiligungen, u. a. von 1977 bis 1988 an der VIII. bis X. Kunstausstellung der DDR in Dresden und 1978 an der II. Internationalen Quadriennale des Kunsthandwerks sozialistischer Länder in Erfurt. Arbeiten Edith Beckmanns wurden auch von öffentlichen Sammlungen erworben.

## Ehrungen
- 1972 und 1974: 3. Preis im Schmuckwettbewerb der DDR
- 1979: Verdienstmedaille der DDR
- 2018 Ernennung zum Ehrenmitglied des Kunst- und Museumsvereins Schwerin

## Werke (Auswahl)
- Brosche (1980, Gold 585), granuliert, Silber 835, geschwärzt; Kunstgewerbemuseum Dresden[1]